# 沃尔考伊·伊丽莎白
沃尔考伊·伊丽莎白（匈牙利語：Valkai Erzsébet，1979年3月6日—），意大利女子水球运动员。她先后代表匈牙利、意大利参加2004年和2008年夏季奥林匹克运动会水球比赛。